# Hydromylidae
Hydromylidae is een familie van weekdieren uit de klasse van de Gastropoda (slakken).

## Geslacht
- Hydromyles Gistel, 1848